# Raparna auropurpurea
Raparna auropurpurea är en fjärilsart som beskrevs av Arnold Pagenstecher 1885. Raparna auropurpurea ingår i släktet Raparna och familjen nattflyn. Inga underarter finns listade.